# GNUPedia

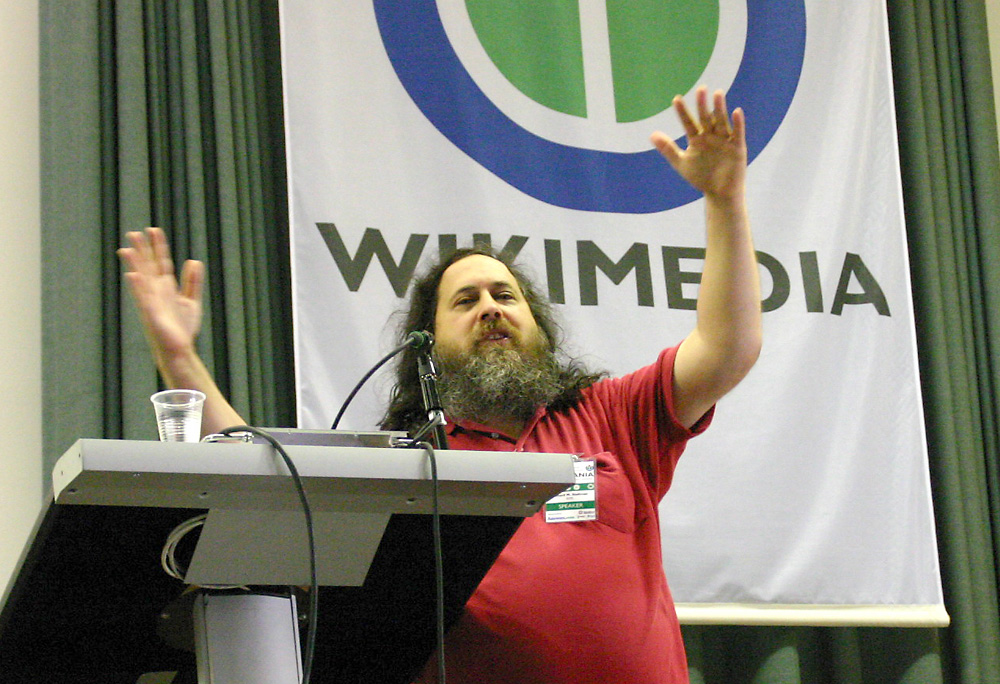
Richard Stallman donant el seu suport a Wikipedia en la conferència Copyright and Community a Wikimania (2005)

GNUPedia o GNE va ser un projecte per crear una enciclopèdia de contingut lliure (sota llicència de documentació lliure de GNU), sota els auspicis de la Free Software Foundation. La idea del projecte va ser proposada inicialment per Richard Stallman el desembre de 2000 i va començar oficialment en gener de 2001, moderada per Héctor Facundo Arena, un programador argentí i activista GNU.

## Història
Immediatament després de la seva creació, la GNUPedia va ser confrontada per la confusió amb el projecte d'aparença similar Nupedia dirigit per Jimmy Wales i Larry Sanger, i la controvèrsia sobre si això constituïa una fork dels esforços per produir una enciclopèdia lliure. A més, Wales ja posseïa el domini d'Internet gnupedia.org. El projecte GNUPedia canvià el seu nom pel de GNE (abreviatura de "GNE's Not an Encyclopedia", un acrònim recursiu similar al del Projecte GNU) i connectat a una base de coneixement (KB). GNE va ser dissenyat per evitar la centralització i els editors que fan complir les normes de qualitat, que van veure com a possible introduicció de biaix. Jonathan Zittrain descriví GNE com un "bloc col·lectiu" més que una enciclopèdia. Des d'aleshores Stallman ha prestat el seu suport a la Wikipedia.
A The Wikipedia Revolution, Andrew Lih explica les raons darrere de la desaparició de GNE: 
| « | S'ha de tenir en compte com una nota històrica que Richard Stallman, qui va inspirar el programari lliure i el moviment de cultura lliure també va proposar la seva pròpia enciclopèdia en 1999 i va tractar de llançar-la en el mateix any en què s'engegà Wikipedia. Anomenada GNUPedia va conviure confusament en el mateix espai que la Nupedia de Bomis, un producte completament separat. Mantenint la tradició Stallman va reanomenar el seu projecte GNE (GNE no és una enciclopèdia). Però al final, l'entusiasme de la comunitat de Wikipedia ja estava ben establert i Richard Stallman va posar el projecte GNE en estat inactiu i va donar el seu suport a Wikipedia. | » |

El Projecte GNU ofereix la següent explicació sobre GNE:
| « | Just quan estàvem començant un projecte, GNUPedia, per desenvolupar una enciclopèdia lliure, el projecte d'enciclopèdia Nupedia va aprovar la llicència de documentació lliure de GNU i, per tant, es va convertir en un projecte comercial lliure. Així que vam decidir fusionar el projecte GNUPedia amb Nupedia. Ara, el projecte d'enciclopèdia Wikipedia ha adoptat la filosofia de Nupedia i l'ha portat encara més lluny. Us convidem a visitar i col·laborar en el lloc. | » |

## Enllaços externr
- GNE website(Arxivat 2011-12-17 a Wayback Machine.)